# Менонити
Менонити хришћанска су протестантска група чије учење почива на правилима анабаптистичке деноминације, а који су добили име по реформаторском свештенику из Фризије Мену Симонсу (1496—1561) оснивачу ове верске групе. Менонитска црква је најпознатија по својим строго пацифистичким ставовима, рат и разарање немају оправдања ни под каквим околностима.
У савременом друштву и међу самим Менонитима постоји неслагање око тога шта Менонити јесу. Неки сматрају да су Менонити верска, док други сматрају да је реч о посебној етничкој групи. Историчари и социолози Меноните сматрају специфичном етно-религијском групом.
Према подацима светске менонитске конференције за 2009. годину ова групација је бројала око 1,6 милиона чланова у свим деловима света. Највећа популација Менонита настањена је у Индији, Етиопији, Канади, САД и ДР Конгу. Такође постоје и значајније менонитске колоније и на тлу Јужне Америке. У етничком смислу Менонити су у највећој мери припадници германских народа.
Менонитска црква има развијен систем за пружање помоћи особама којима је таква помоћ потребна, нарочито када су у питању неке ванредне ситуације попут земљотреса, поплава, урагана. За те послове задужен је Менонитски централни комитет чија седишта се налазе у граду Акрону у Пенсилванији (за подручје САД) и граду Винипегу у Манитоби (за подручје Канаде).